# فقدان بینی
فقدان بینی (انگلیسی: Arrhinia؛ تلفظ انگلیسی: ئِراینیا یا ئِرینیا) یا «آژنزی بینی»، یک بیماری مادرزادی است که فقدان نسبی یا کامل بینی در نوزاد گفته می‌شود. این بیماری ژنتیکی بسیار نادر است و تنها ۴۷ مورد آن در تاریخ معاصر پزشکی ثبت شده‌است. این عارضه جزء ناهنجاری‌های جمجمه‌ای-چهره‌ای محسوب می‌شود.
علت این بیماری مادرزادی هنوز مشخص نشده‌است. در یک پژوهش انجام‌شده، همهٔ مبتلایان، سابقهٔ پیش‌ازتولدِ نرمالی داشتند.